# Lucian Puiu Georgescu
Lucian Puiu Georgescu (ur. 1960 w Gałaczu) – rumuński inżynier chemik i nauczyciel akademicki, profesor, w latach 2017–2018 minister badań naukowych i innowacji.

## Życiorys
W 1985 ukończył studia z inżynierii chemicznej w Instytucie Politechnicznym w Jassach, na bazie którego powstał Uniwersytet Techniczny Gheorghe Asachi. Od 1993 do 1998 kształcił się na Uniwersytecie w Tours w zakresie żywienia, toksykologii i analityki. W 1997 obronił tam z wyróżnieniem pracę doktorską z zakresu chemii spożywczej, w 2004 uzyskał rangę profesora uniwersytetu. Został nauczycielem akademickim na Universitatea „Dunărea de Jos” din Galați, gdzie od 2007 pełnił funkcję dziekana wydziału, a od 2012 kierował senatem. Wykładał także jako profesor wizytujący na uczelniach w Stanach Zjednoczonych, Holandii, Francji i Włoszech. Autor publikacji książkowych, udzielał się jako ekspert i doradca w organizacjach naukowych i ekologicznych oraz przy projektach, w tym w ramach Programu Narodów Zjednoczonych ds. Rozwoju.
W latach 80. działacz komunistycznego młodzieżówki Uniunea Tineretului Comunist. Od stycznia 2017 pozostawał sekretarzem stanu w ministerstwie badań naukowych i innowacji. Od 29 czerwca 2017 kierował tym resortem w rządzie Mihaia Tudosego z rekomendacji Partii Socjaldemokratycznej. Zakończył pełnienie funkcji ministra wraz z całym gabinetem w styczniu 2018. Pod koniec 2019 wybrano go rektorem Universitatea „Dunărea de Jos” din Galați. W 2020 znalazł się na wstępnej liście kandydatów PSD do parlamentu, jednak wycofał się z wyborów przed głosowaniem.